# Powellophis
Powellophis is een geslacht van uitgestorven slangen uit de familie Madtsoiidae, die tijdens het Paleoceen in Zuid-Amerika leefde.

## Fossiele vondsten
Powellophis werd in 2022 beschreven aan de hand van een vrijwel compleet skelet dat werd gevonden in de Mealla-formatie in de provincie Jujuy in het noordwesten van Argentinië, die dateert uit het Midden- tot Laat-Paleoceen met een ouderdom van 61 tot 57 miljoen jaar. De slang leefde in een draslandgebied met vloedvlaktes, rivieren en ondiepe zoetwatermeren.

## Kenmerken
Powellophis was ongeveer drie meter lang. De precieze leefwijze is onzeker, maar vermoedelijk vergelijkbaar met wurgslangen  als Boa en Eunectes.

## Verwantschap
Binnen de Madtsoiidae is Powellophis het zustertaxon van Eomadtsoia als basaal lid van een clade die ook Madtsoia en de Australische Wonambi omvat.